# Sinagoga di Carpi
La sinagoga di Carpi, divenuta sede della Fondazione ex Campo di Fossoli, si trova a Carpi, in via Giulio Rovighi 57.

## L'edificio di culto
La sinagoga fu costruita nel 1722 all'indomani dell'istituzione del ghetto nel 1719. Con l'emancipazione l'edificio di culto fu radicalmente ristrutturato ed ampliato su progetto di Achille Sammarini ed inaugurato solennemente nel 1861. La sinagoga, prima nascosta all'esterno, ebbe allora una facciata neoclassica, con portale monumentale e finestre ornate di cornici di cotto. All'interno, una scala di marmo a gradini concavi porta alla vasta sala di preghiera, decorata con stucchi, dorature e fregi monocromi, opera degli artisti modenesi Venturi e Manzini. Il tabernacolo è a colonne corinzie scanalate e timpano circolare. Sulla parete opposta si apre il matroneo.

## L'abbandono e il restauro
In seguito al declino demografico della comunità, la sinagoga fu chiusa definitivamente al culto nel 1907 e smantellata nel 1922 con il trasferimento degli arredi ottocenteschi in parte alla sinagoga di Modena e in parte in Israele, nella sinagoga della scuola agricola Ayanot. La sinagoga di Carpi conobbe così un lungo periodo di abbandono, durante il quale fu usata come deposito di biciclette e furono effettuati anche interventi di modifica strutturale dell'edificio a uso privato. Dal 1985 tuttavia vennero compiute le prime opere di consolidamento, fino al restauro completato nel 2009. I lavori, finanziati dal Comune e dalla Fondazione Cassa di Risparmio, restituiscono a Carpi un'importante testimonianza del suo passato e danno una sede prestigiosa alla Fondazione ex Campo di Fossoli. La cerimonia di inaugurazione si è svolta il 19 aprile 2009 alla presenza delle autorità con un programma che comprendeva una conferenza illustrativa di Annamaria Ori e un'apertura al pubblico con visite guidate. Poiché la sinagoga non è più aperta al culto, uno specchio è stato messo al posto del Aron e l'edificio viene utilizzato per conferenze, spettacoli e come spazio espositivo.